# Tānda
Tānda är en ort i Indien.   Den ligger i distriktet Rāmpur och delstaten Uttar Pradesh, i den norra delen av landet, 170 km öster om huvudstaden New Delhi. Tānda ligger 208 meter över havet och antalet invånare är 44 822.
Terrängen runt Tānda är mycket platt. Runt Tānda är det mycket tätbefolkat, med 1 095 invånare per kvadratkilometer. Tānda är det största samhället i trakten. Trakten runt Tānda består till största delen av jordbruksmark.